# Transaminering
Een transaminering is een biologische organische reactie tussen een aminozuur en een α-ketocarbonzuur, waarbij een aminogroep wordt omgezet in een ketonfunctie en vice versa:
Het is in de stofwisseling met name van belang bij de vorming van niet-essentiële aminozuren uit α-ketocarbonzuren in de lever, zoals de synthese van asparaginezuur uit oxaalazijnzuur. De  biochemische reactie wordt gekatalyseerd door enzymen: aminotransferasen, zoals het aspartaat-aminotransferase, en het co-enzym pyridoxaalfosfaat. Pyridoxaalfosfaat is de actieve vorm van pyridoxine (vitamine B6). Lysine en threonine zijn de enige aminozuren die in de lever niet altijd een transaminering ondergaan, alle andere aminozuren ondergaan de reactie vrij vlot.